# Ford Thunderbird
 (octobre 2021).
Pour l’article homonyme, voir Thunderbird.
La Ford Thunderbird, communément appelée « T-Bird » aux États-Unis, est une voiture produite par le constructeur américain Ford. C'est à l'origine, en 1955, un modèle « sport » à deux places conçu pour concurrencer la Chevrolet Corvette sortie en 1953, mais la Thunderbird finira par devenir une voiture de luxe sur le créneau de la Cadillac Eldorado.
De 1955 à 1957, c'est un modèle cabriolet de deux places, équipé d'un moteur puissant. 16 000 exemplaires sont vendus dès la première année, ce qui en fait un succès commercial, et la production totale durant ses trois années de production sera de 53 166 exemplaires.
Dès 1958, le bureau d'études de la Ford Motor Company décide de faire de cette voiture une quatre-places à allure sportive, considérée comme la première Personal luxury car. Les ventes sont alors en hausse. En lançant sa nouvelle Thunderbird, Ford propose une interprétation typiquement américaine de la voiture de sport avec un moteur V8 monté dans une voiture confortable et spacieuse car la clientèle visée est jeune et a des enfants. De 1958 à 1960, la production sera de 196 191 exemplaires.
Le modèle suivant, de 1961 à 1963, comprend une finition et un luxe hors du commun. La voiture est une totale réussite commerciale pour son constructeur. En pleine période de conquête de l'espace, Ford sort une Thunderbird aux allures futuristes. La production sera de 214 375 exemplaires.
De 1972 à 2002, la Thunderbird, comme ses concurrentes équipées de gros moteurs gourmands, perd tout son charme à cause des restrictions imposées par la première crise pétrolière. Elle suscite alors peu d'engouement et se transformera en une voiture banale.
En 2002 renaît une Thunderbird, onzième génération, dont l'esprit rappelle celle des premiers modèles, présentée au salon de Détroit 2001.
La Thunderbird sera ainsi construite de 1955 à 2005, soit durant cinquante ans. Sa dernière édition (limitée à 1 500 exemplaires), sera nommée « 50th Anniversary Edition ».

## Dénominations et emblèmes
Le nom « Thunderbird » fait référence à la mythologie amérindienne : il s'agit de l'oiseau-tonnerre censé apporter pluie et fertilité.

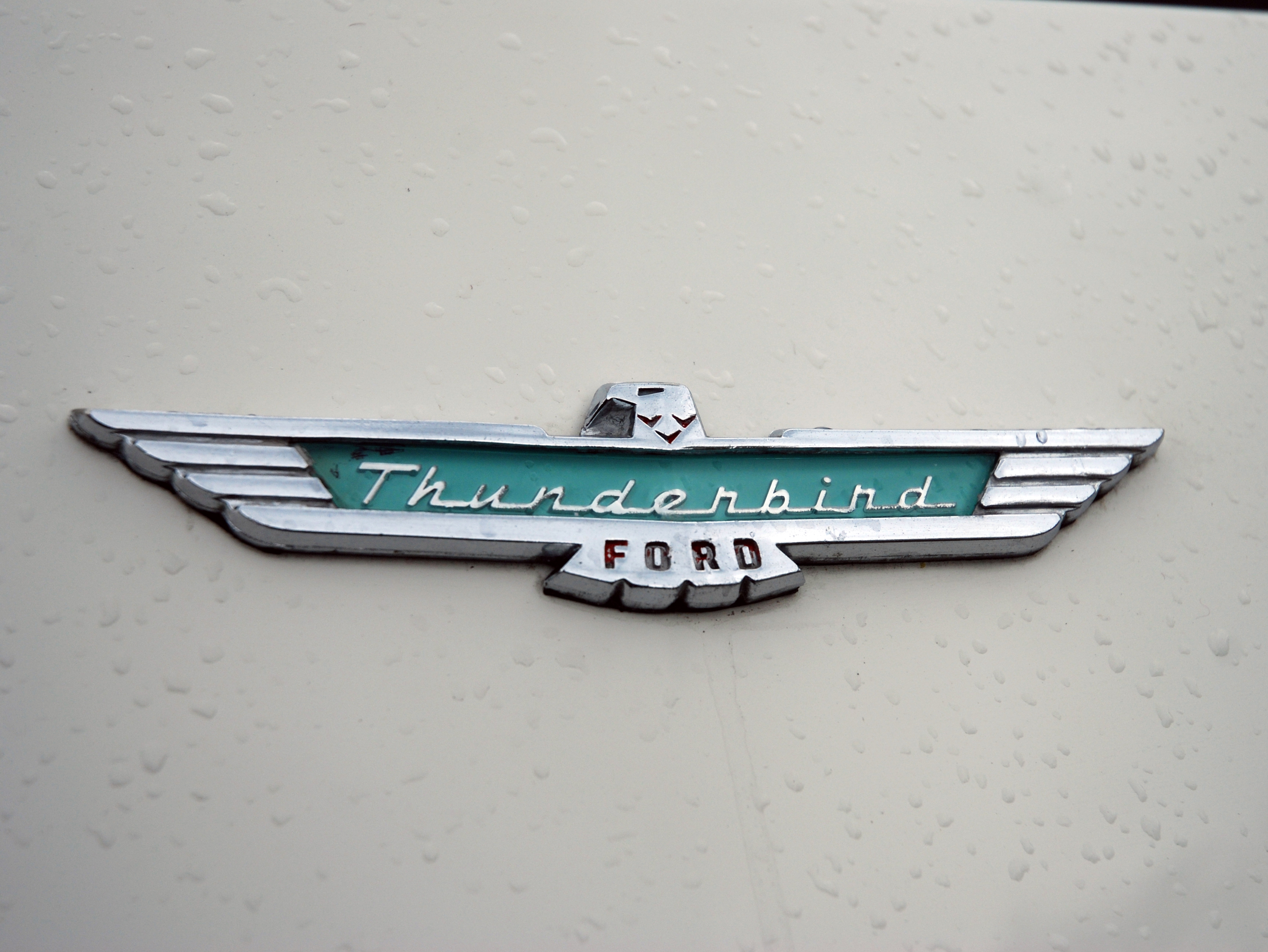
Emblème Thunderbird (première génération, 1955-1957).
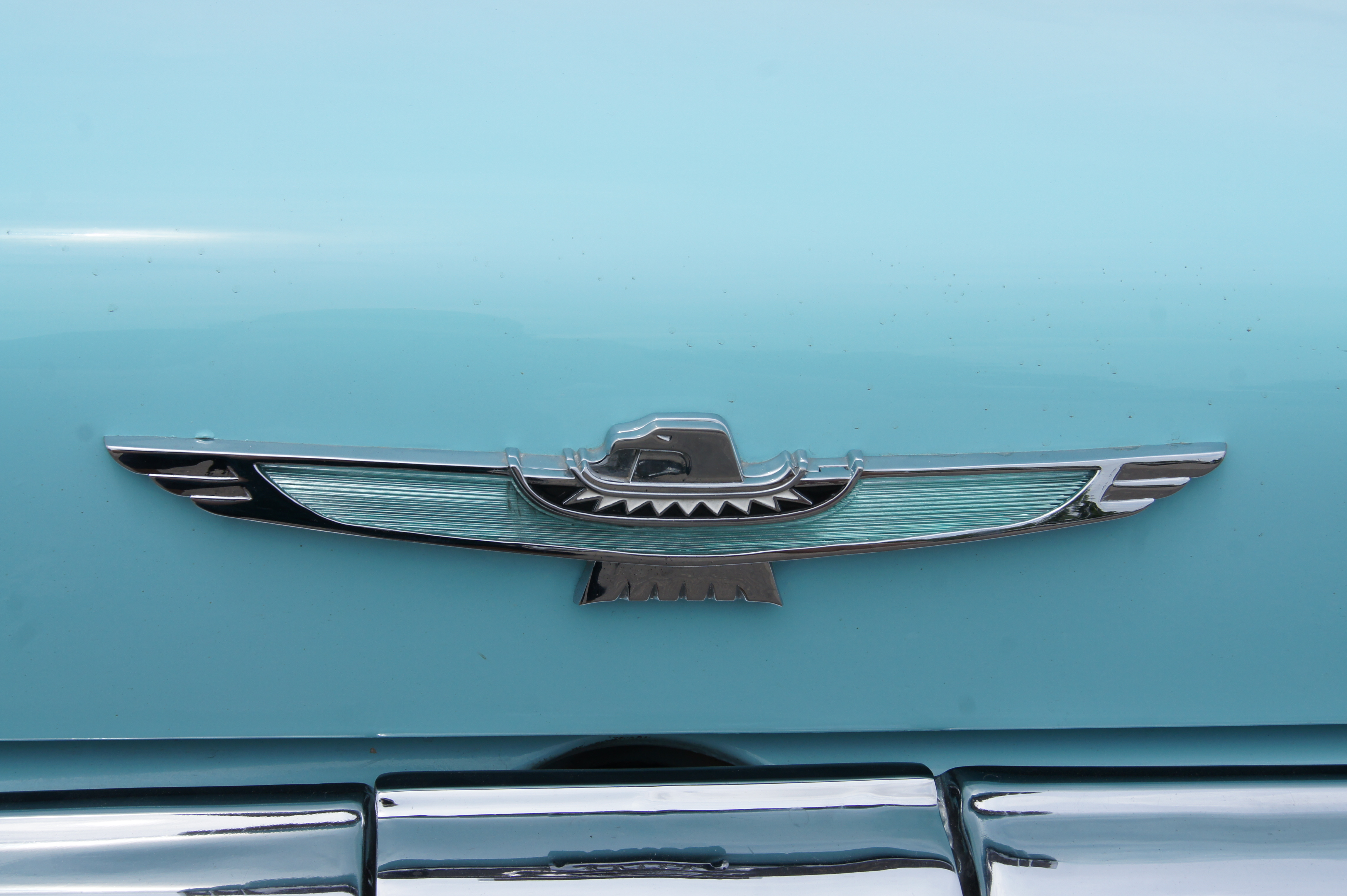
Emblème Thunderbird (troisième génération, 1963).
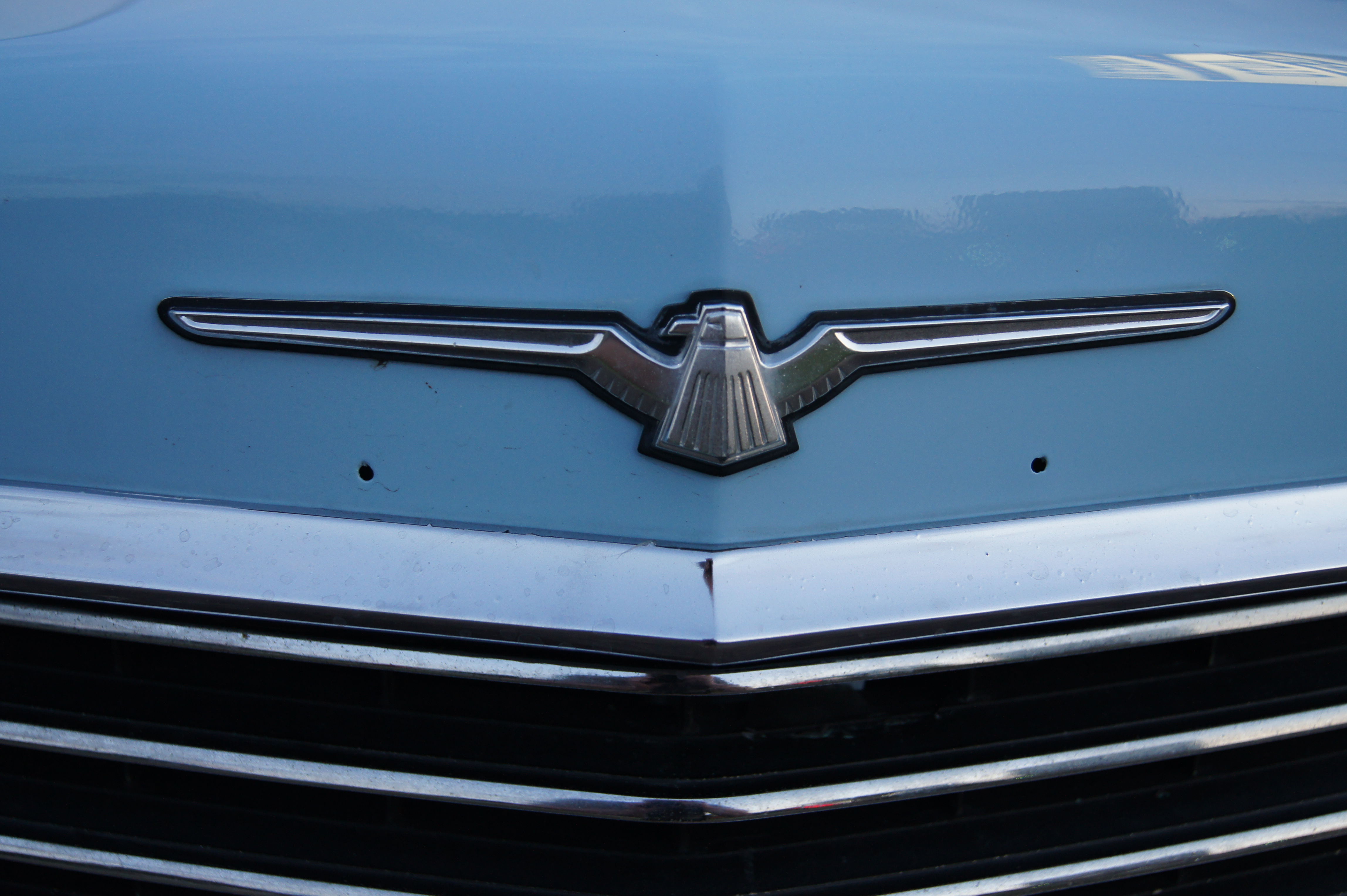
Emblème Thunderbird (sixième génération, 1972).
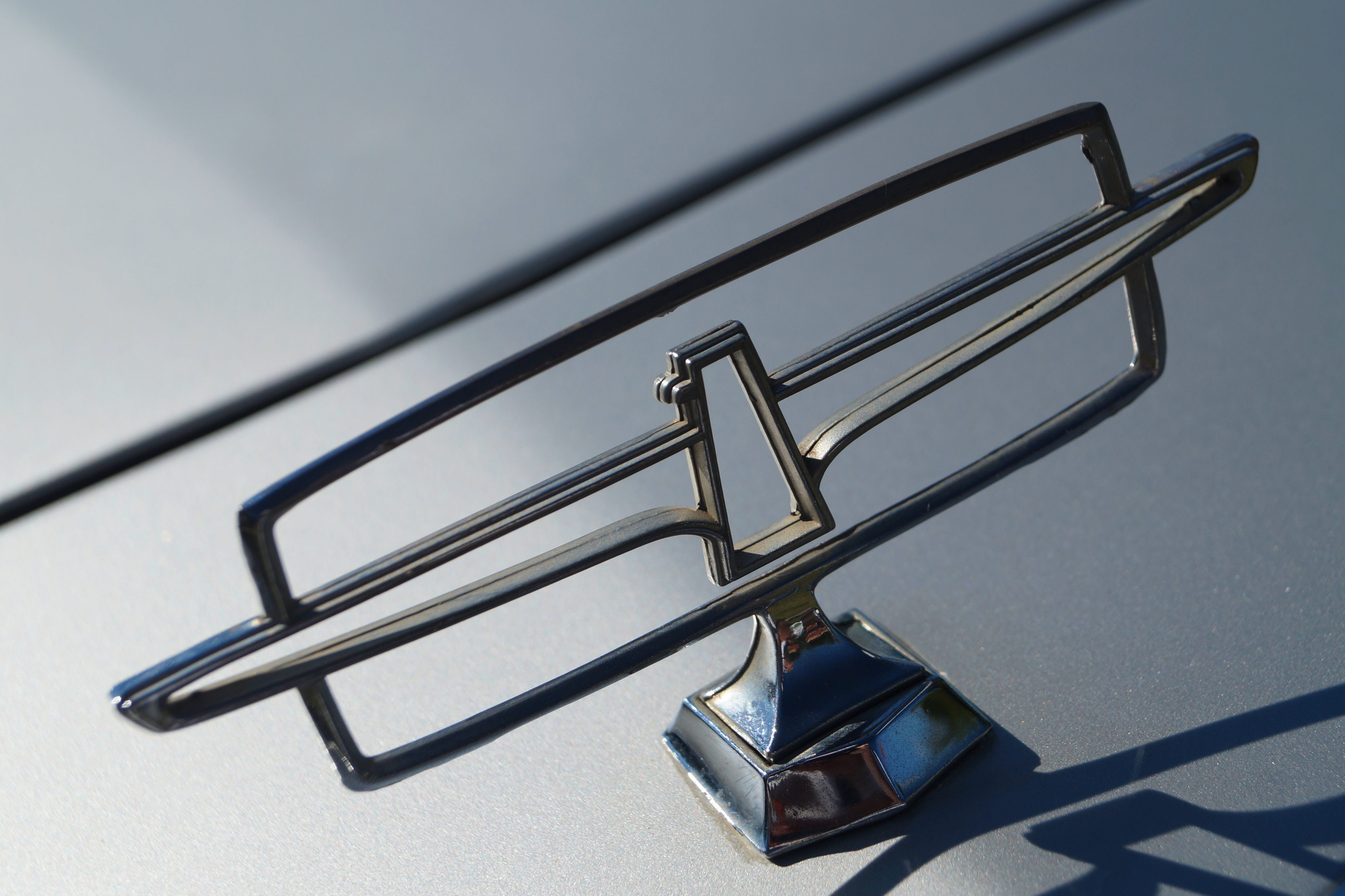
Emblème Thunderbird (septième génération, 1979).

## Dans la culture populaire
Une Thunderbird tient une place primordiale dans le roman La Dame dans l'auto avec des lunettes et un fusil de Sébastien Japrisot paru en 1966. Le roman a fait l'objet de deux adaptations au cinéma :
- La Dame dans l'auto avec des lunettes et un fusil, film d'Anatole Litvak (1970). Cependant la voiture du film est une Mercury Marquis Convertible et non une T Bird.
- La Dame dans l'auto avec des lunettes et un fusil, film de Joann Sfar (2015)

La Thunderbird est la voiture de la chanson FUN FUN FUN des Beach Boys en 1964.
"It was fun fun fun
'til her daddy took the T-bird away..."
La Thunderbird figure dans de nombreux films. 
La Thunderbird cabriolet bleu vert 1966 de Thelma et Louise, de Ridley Scott tient une place centrale dans ce film.
Dans Sailor et Lula de David Lynch, les deux héros roulent dans une Thunderbird 1965 noire.
Dans Américan Graffiti de George Lucas, Kurt (Richard Dreyfuss) voit une « Déesse » (Suzanne Somers) dans une T Bird blanche 1956, et cherche à la retrouver tout le reste du film.
Enfin, dans Meurs un autre jour de Lee Tamahori, un James Bond de 2002, Halle Berry roule dans une T Bird Corail 11ème génération. En 2003 Ford a sorti une série spéciale inspirée de la voiture du film.

## Thunderbird IClassic Birds(1955-1957)
La première Thunderbird est nommée Thunderbird I Classic Birds : il s'agit d'un petit roadster deux-places doté d'un V8 Ford de 245 chevaux et d'une boîte de vitesses à trois rapports, manuelle ou automatique. Elle est donc plus puissante que la Corvette C1, mais elle est largement dépassée en matière de performances lorsqu'en 1956, le six-cylindres en ligne de cette dernière est remplacé par un V8 de 4,3 L, qui évoluera jusqu'à 5,3 L (327 ci) développant 360 ch.

Thunderbird I
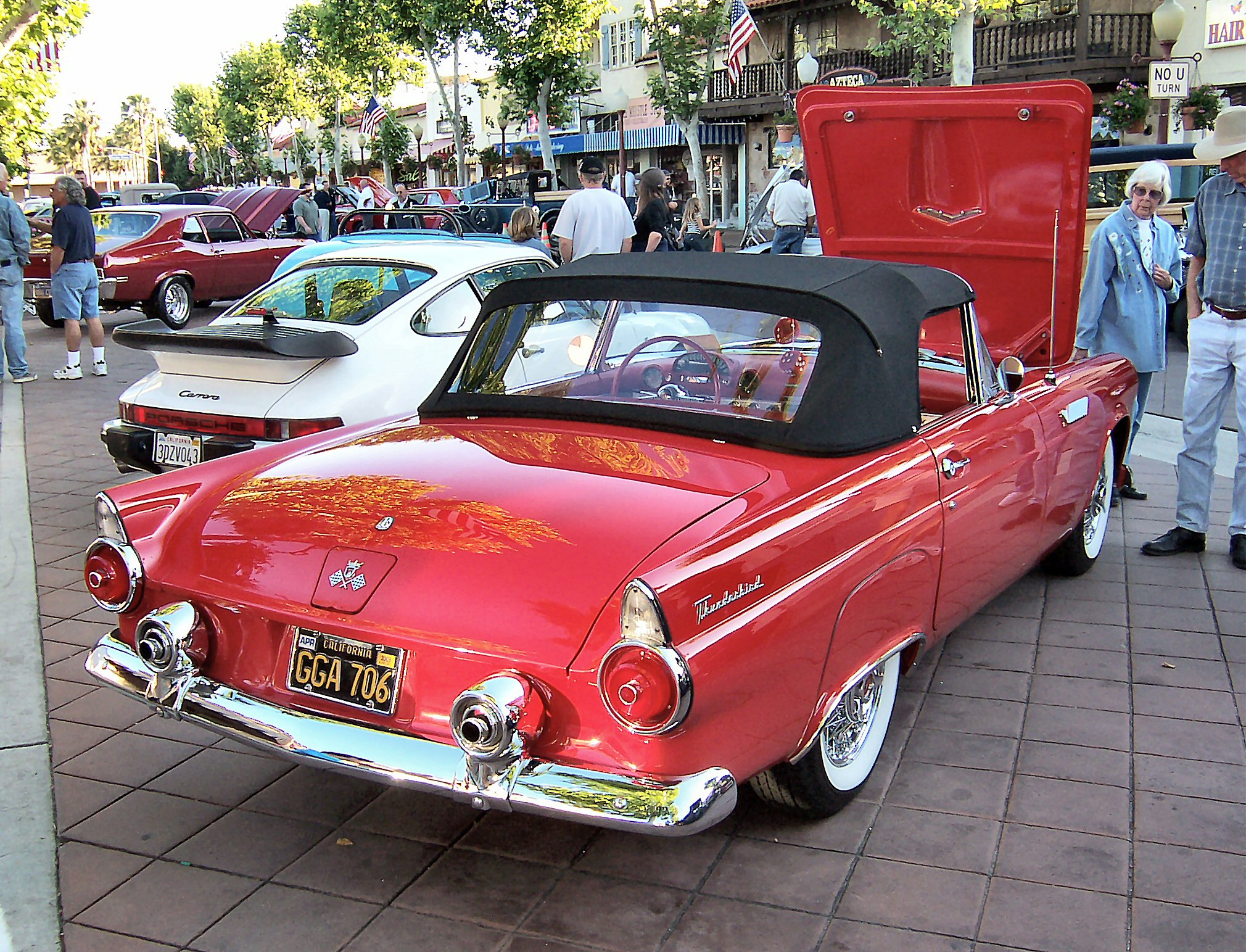
Ford Thunderbird de 1955 avec capote convertible en tissu.
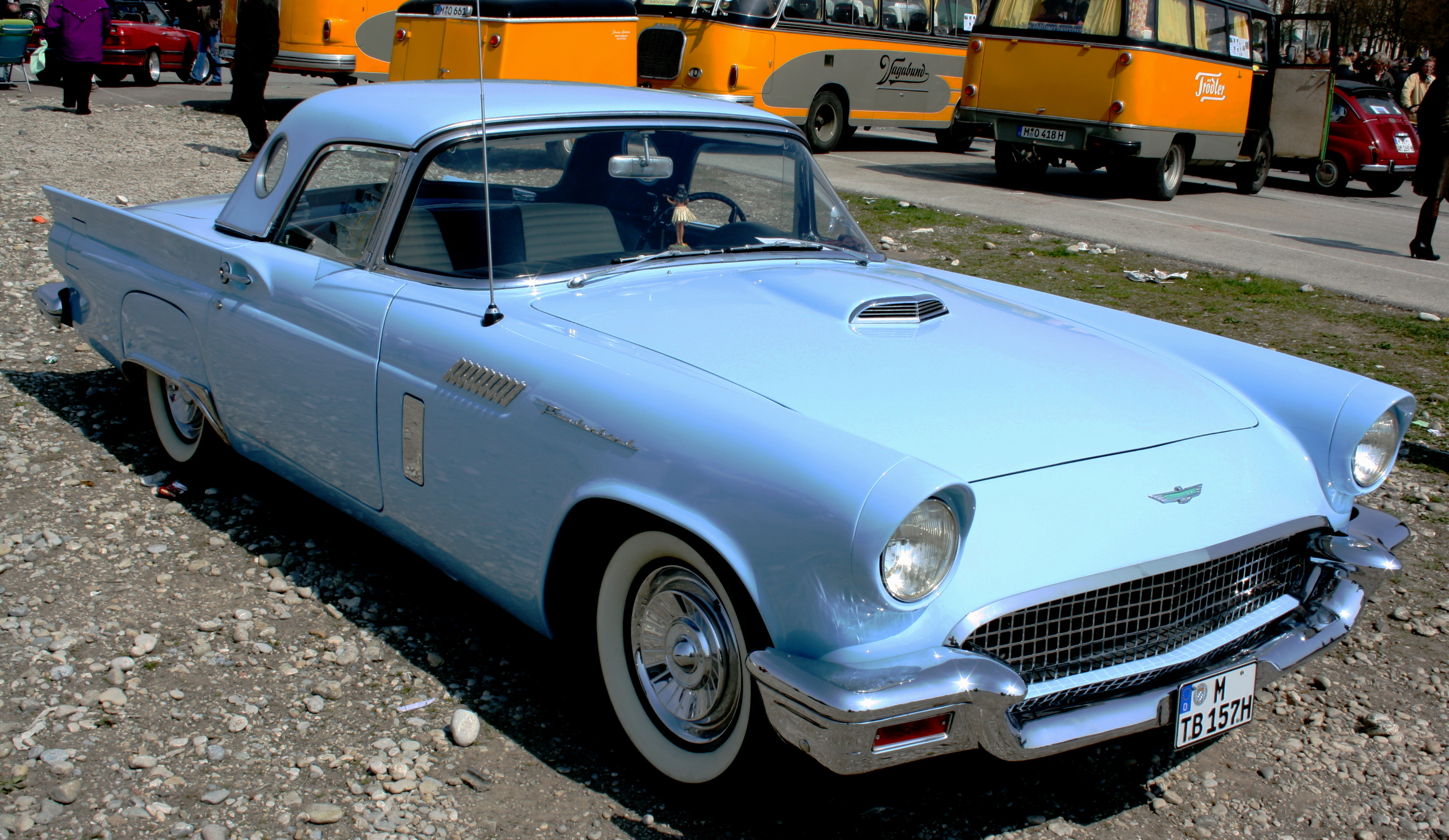
Ford Thunderbird de 1957 avec capote standard en fibre de verre.
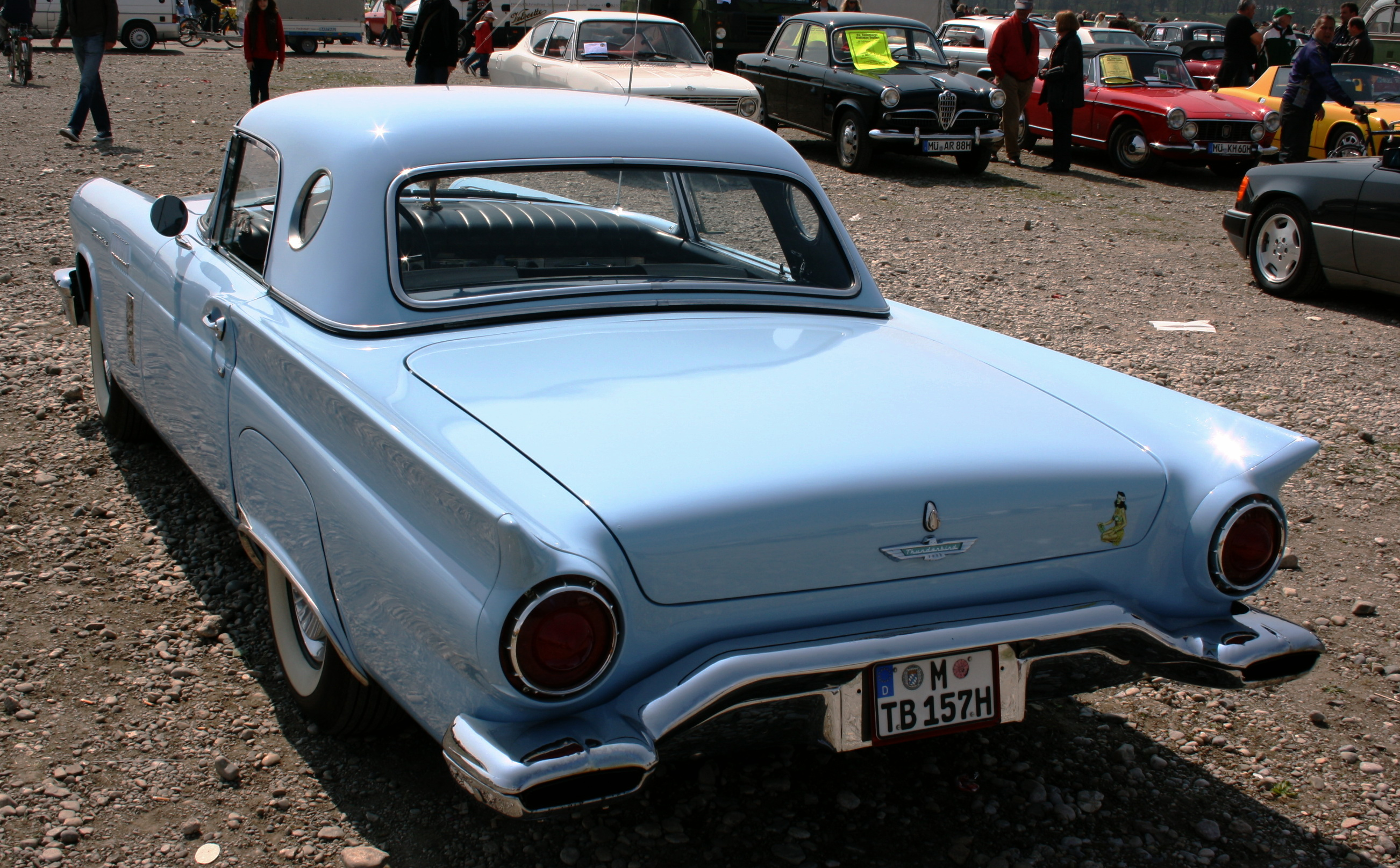
Ford Thunderbird de 1957 vue de l'arrière.
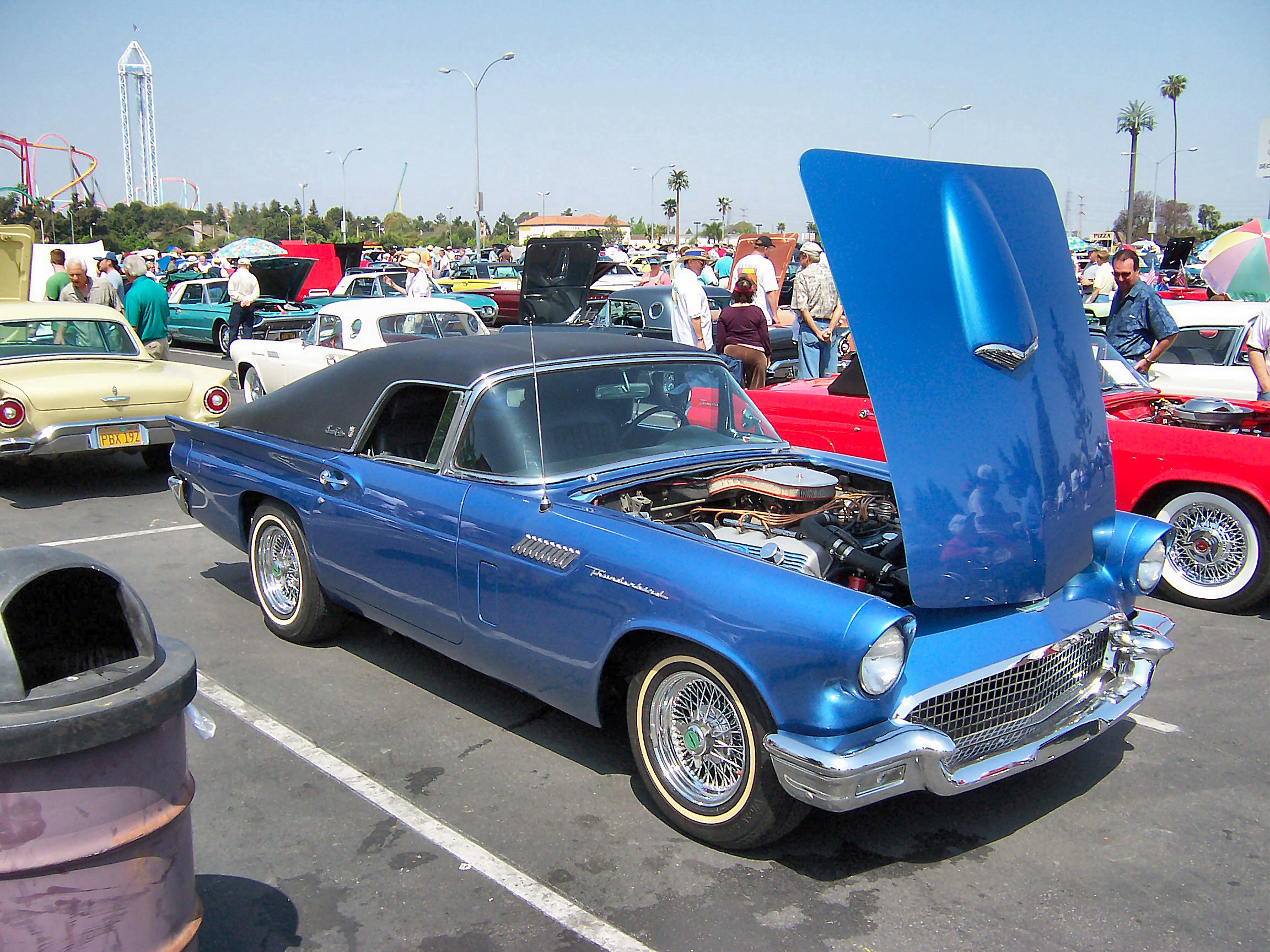
Ford Thunderbird de 1957 très customisée : la capote noire allongée n'est pas d'origine.

## Thunderbird IISquare Birds(1958-1960)
La seconde génération est nommée Thunderbird II Square Birds. Lancée en 1958, elle est produite jusqu'en 1960. Elle est dotée d'un V8 5,8 L de 300 ch et d'une boîte de vitesses manuelle à trois rapports.
En 1959, la Thunderbird est disponible avec un moteur de 7 049 cm3. La puissance est alors de 350 ch et son poids avoisine les deux tonnes (tandis que le poids de la Corvette C2 est de 1 524 kg).

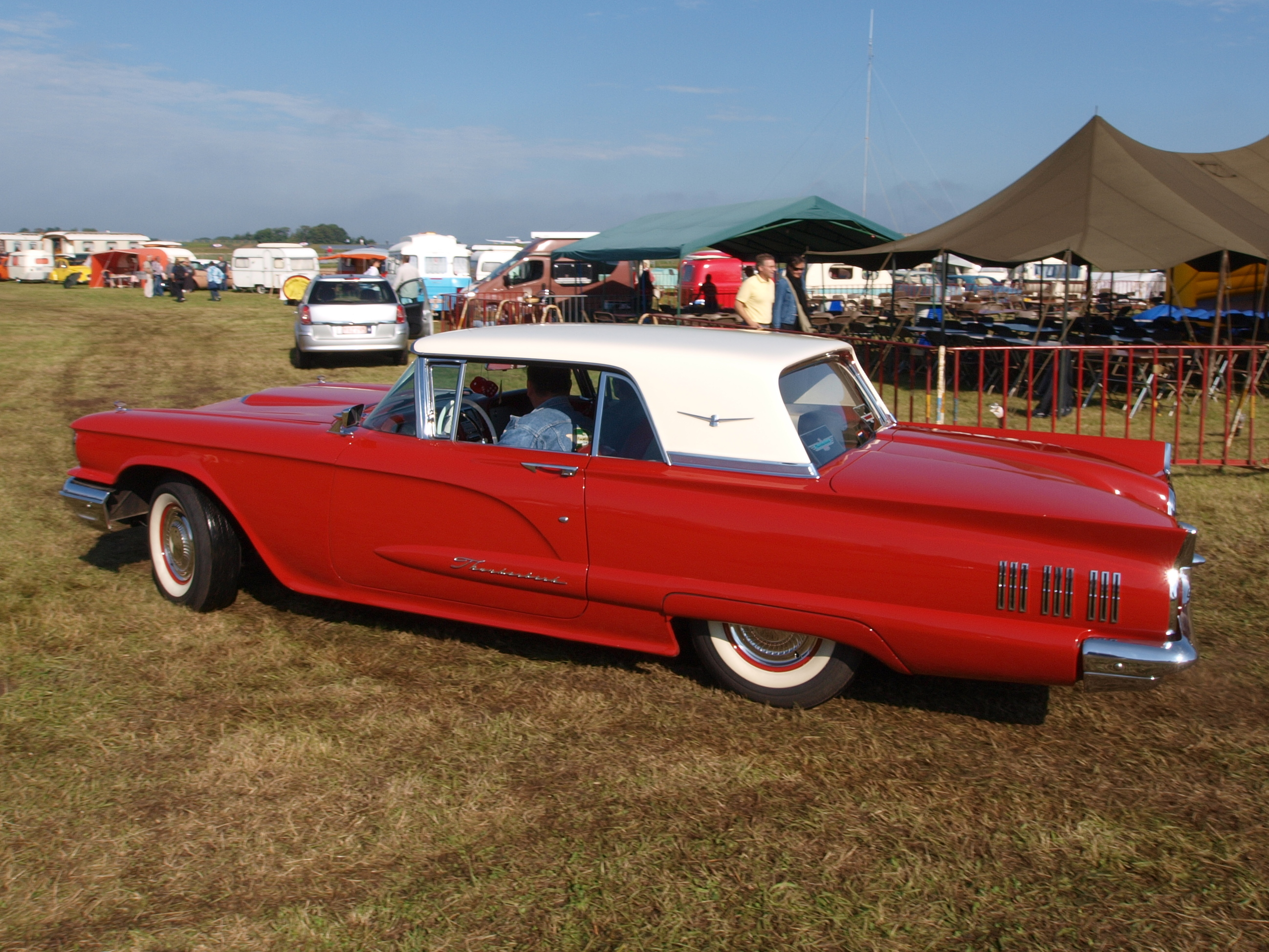
Une Thunderbird II Square Birds.

## Thunderbird IIIBullet Birds(1961-1963)
La troisième génération est nommée Thunderbird III Bullet Birds. Celle-ci sera choisie par le président John F. Kennedy pour la parade consécutive à son élection mais aussi pour son usage personnel. C'est sans doute sous cette forme qu'elle sera la plus reconnue et reproduite en miniature, définissant au passage le segment des Personal Luxury Cars.
Lancée en 1961, elle est produite jusqu'en 1963. Elle est dotée du célèbre FE 390, un V8 de 6,4 L développant 300 ch, et d'une boîte de vitesses automatique à trois rapports. Innovante, elle sera la première voiture de série avec un rétroviseur intérieur fixé (collé) sur le pare brise. Elle offre également en série le volant « Swing Away », lequel pivote d'environ 50 cm sur la droite pour permettre au conducteur d'entrer ou sortir facilement.
En 1962, la Thunderbird est disponible avec le même moteur en version M avec trois carburateurs double corps. La puissance est alors de 340 chevaux pour un poids dépassant deux tonnes.
En 1963, Ford propose une fermeture centralisée des ouvrants fonctionnant par dépression ainsi qu'un autoradio FM/AM. Cette même année est présentée la Thunderbird III Italien Fastback, un modèle unique qui servit d'étude de style, dont la ligne rappelle les Ferrari des années 1950-1960. En 2007, elle est entièrement restaurée et elle sera vendue à Scottsdale, Arizona, en 2008 pour la somme de 660 000 dollars.

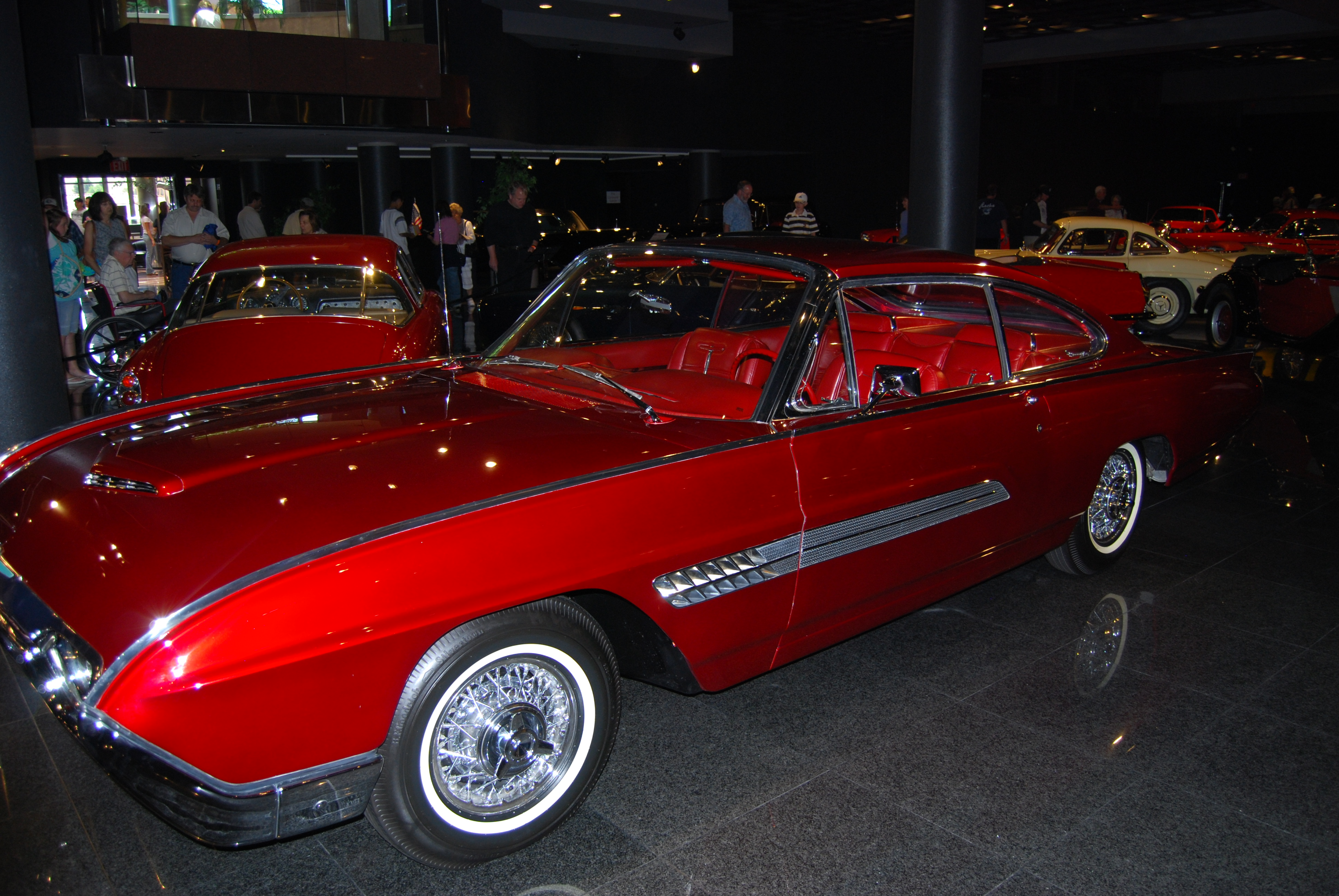
La fameuse Italien Fastback.

## Sixième génération (1972-1976)
La Thunderbird évolue au gré des durcissements de la législation sur l'automobile en Amérique du Nord, aussi bien au niveau des normes de sécurité qu'au niveau antipollution. La Thunderbird sixième génération partage sa base technique avec le coupé Lincoln Continental Mark IV. Une base qui confirme le positionnement du modèle au sommet de la gamme Ford sur le marché nord-américain. La Thunderbird 6 est à la fois la plus grosse de sa génération et le plus lourd coupé produit par Ford (2,3 tonnes).
La Thunderbird 6 a été fabriquée dans plusieurs usines Ford réparties sur le territoire américain dans les États du Michigan, New Jersey, Californie et Géorgie. Près de 300 000 modèles sont fabriqués par Ford au cours des cinq millésimes de production de la voiture.

## 10e génération (1989-1997)

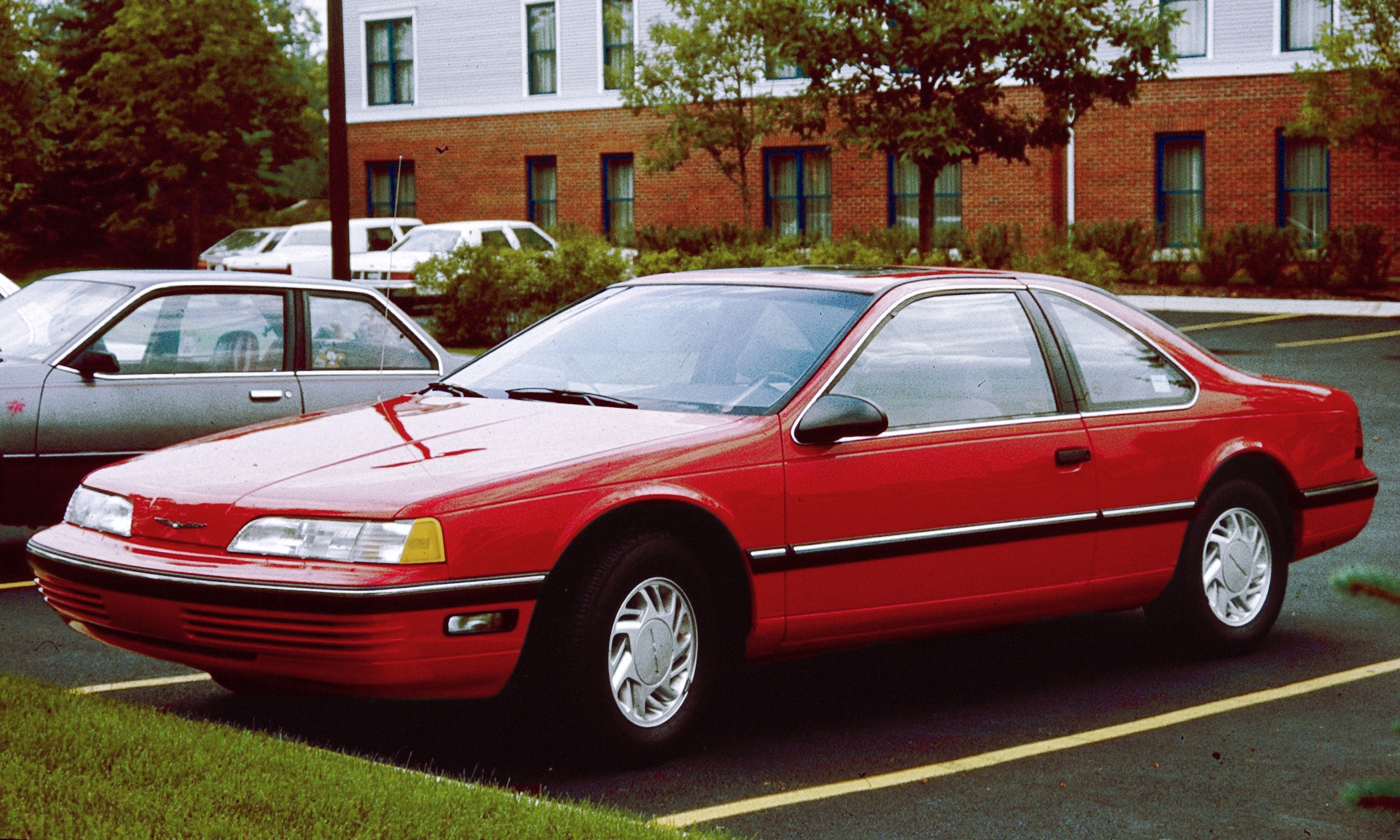
La Thunderbird de 1989.

## 11e et dernière génération (2002-2005)

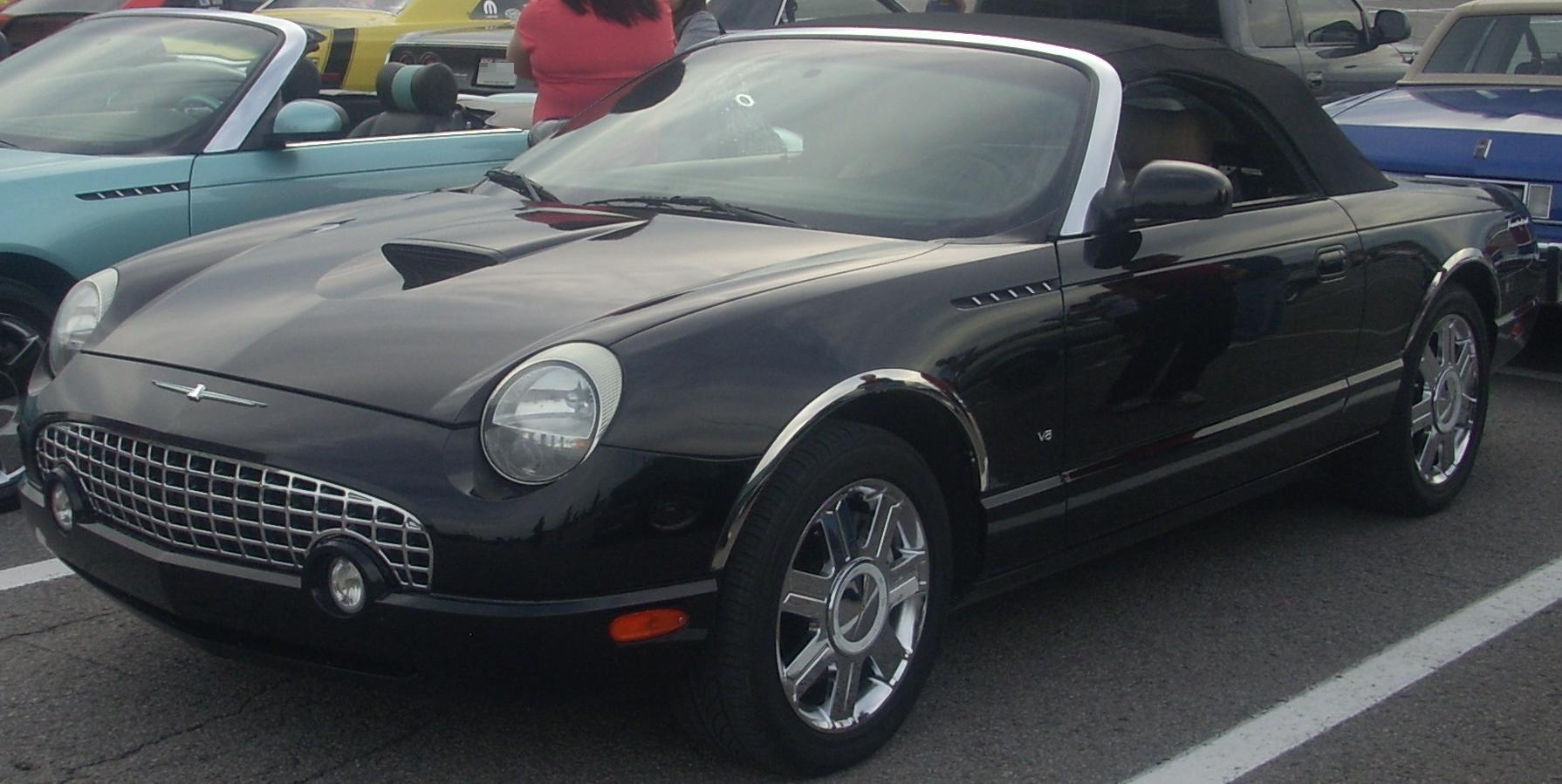
Le dernier modèle.

### Chiffres de production
| Millésime | Nombre d’exemplaires |
| 1972      | 57 814               |
| 1973      | 87 269               |
| 1974      | 58 443               |
| 1975      | 42 685               |
| 1976      | 52 935               |
| Total     | 299 146              |